# Begraafplaats van Kontich
De Gemeentelijke begraafplaats Kontich is een kerkhof in de Belgische gemeente Kontich.

## Geschiedenis
De begraafplaats werd in 1913 in gebruik genomen. In de jaren 20 van de 20e eeuw werden - naar aanleiding van de uitbreiding van de Sint-Martinuskerk en een heraanlegging van het centrum van de gemeente - graven overgebracht van de oude begraafplaats die gelegen was aan de eerder genoemde kerk.
In 2007 werd een aanvang genomen met onteigeningsplannen voor de uitbreiding van de begraafplaats en in 2022 werd het initiatief genomen voor een overdekte afscheidsruimte, die in 2023 in gebruik werd genomen.

## Omschrijving
De ingang van de begraafplaats, gekenmerkt door een monumentale ingangspoort, is gelegen aan de Duffelsesteenweg. De begraafplaats zelf is rechthoekig en ingedeeld volgens een dambordpatroon.
Op het domein bevinden / bevonden zich onder meer de graven van Pieter Cornelis Verhulst, Abraham Hans en Phil Bosmans, alsook van de voormalige burgemeesters Karel Schroyens, Frans De Coninck, Albert Apers, Louis Hellemans, Jozef Tolleneer, Edward Geerts, Frans Van Roy en Marus Kempenaers. Daarnaast bevinden zich er ereperken voor de gesneuvelden van de Eerste en Tweede wereldoorlog en de Kontichse slachtoffers van het Bombardement op Mortsel van 5 mei 1943.
In 2018 werd hier ook een vredesboom aangeplant ter herdenking van het einde van de Eerste Wereldoorlog.

## Galerij

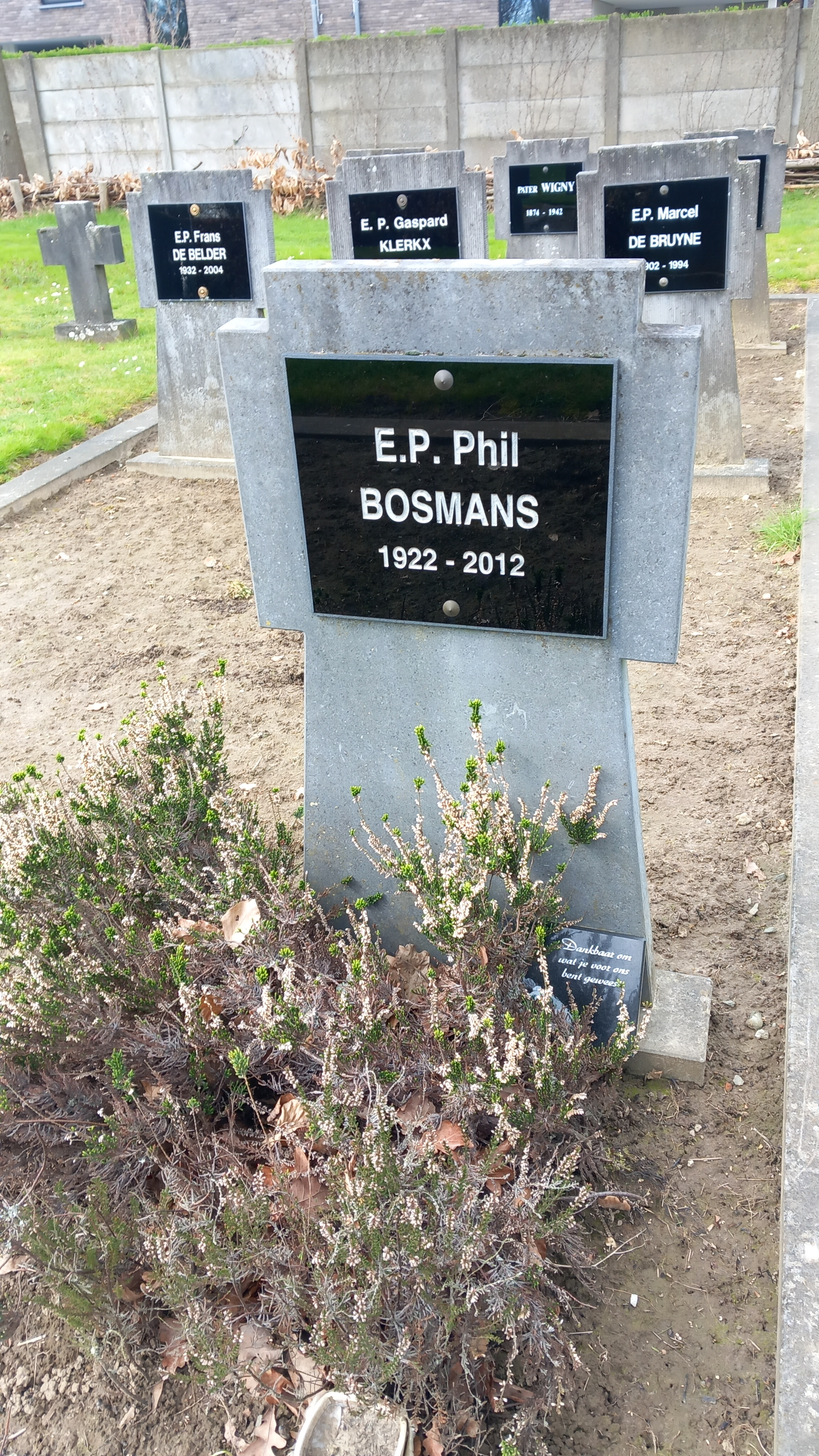
Dichter en geestelijke Phil Bosmans.
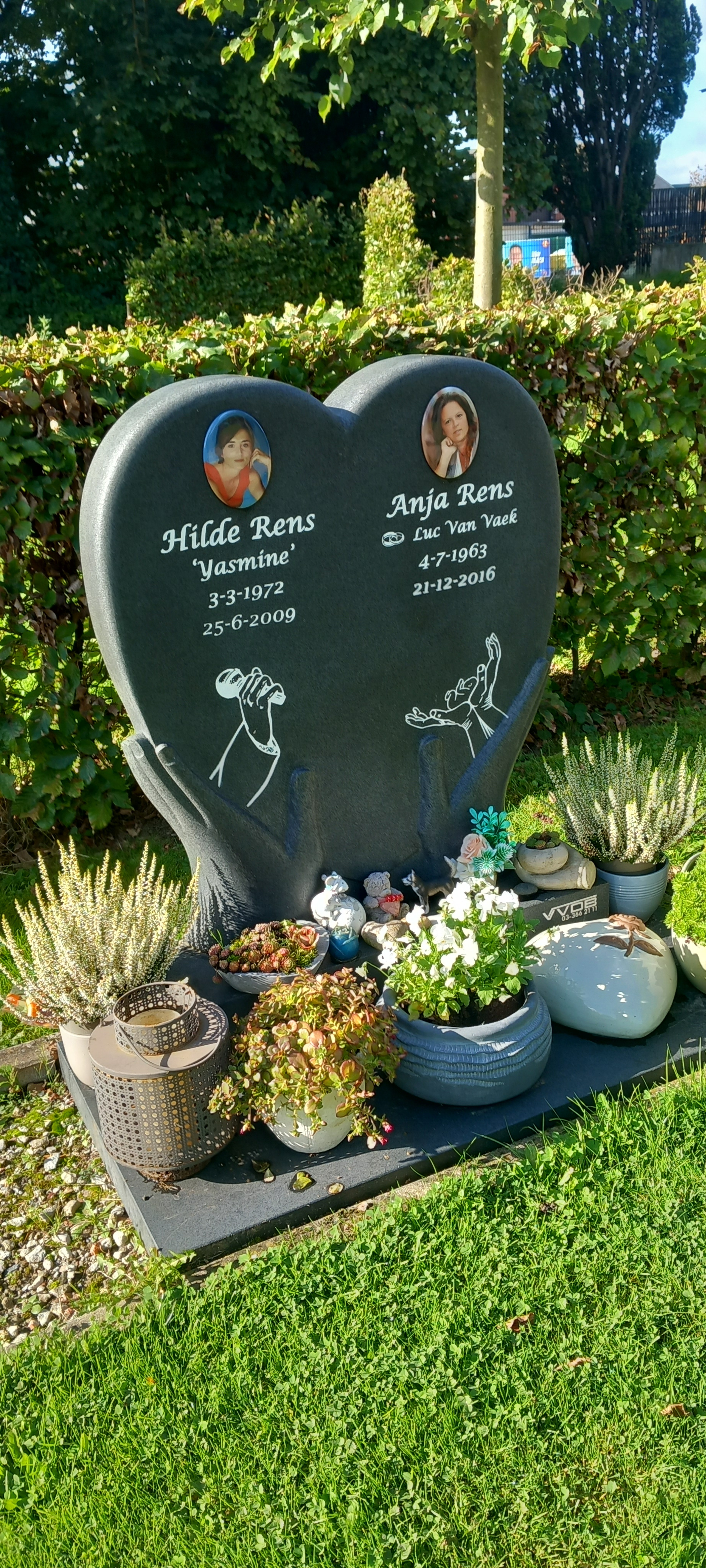
Zangeres Yasmine.
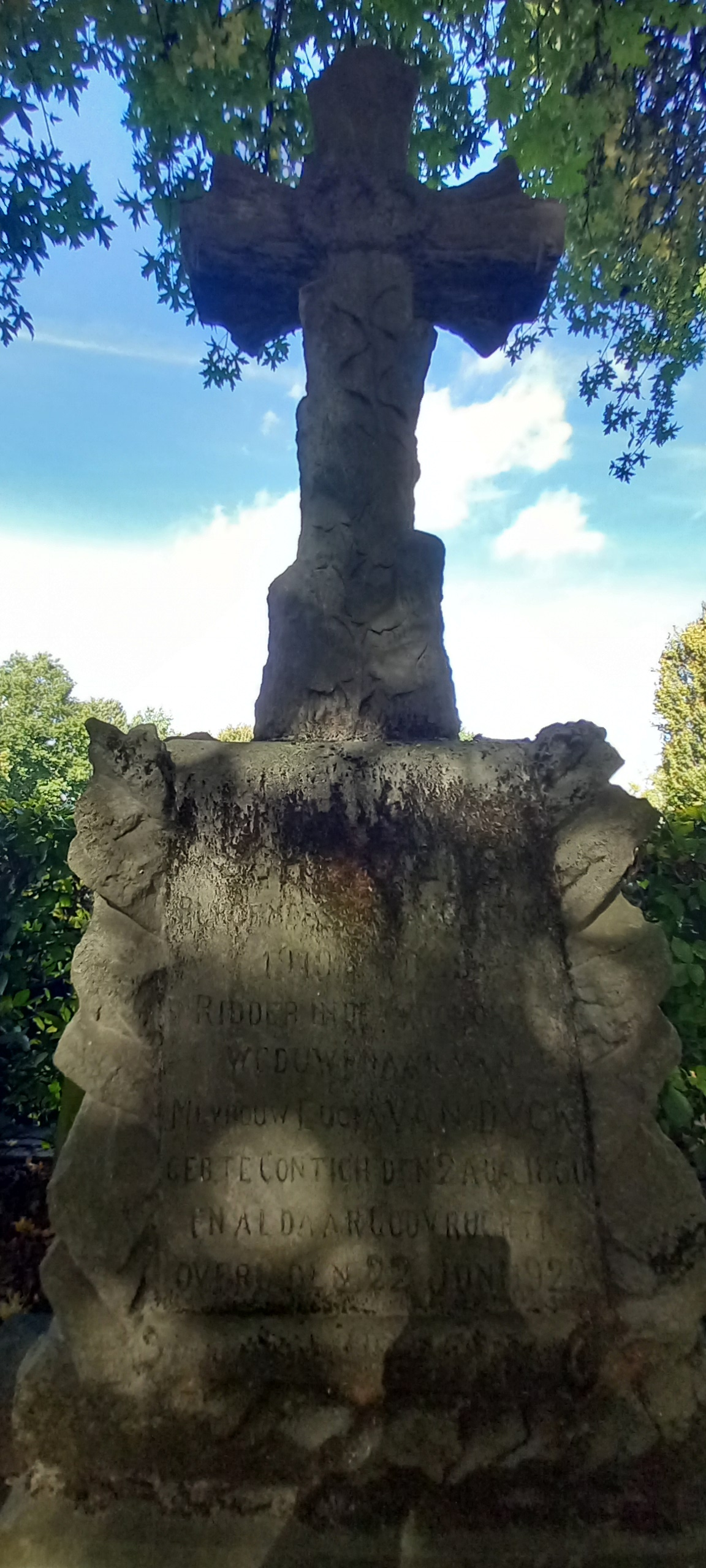
Voormalig burgemeester Karel Schroyens.
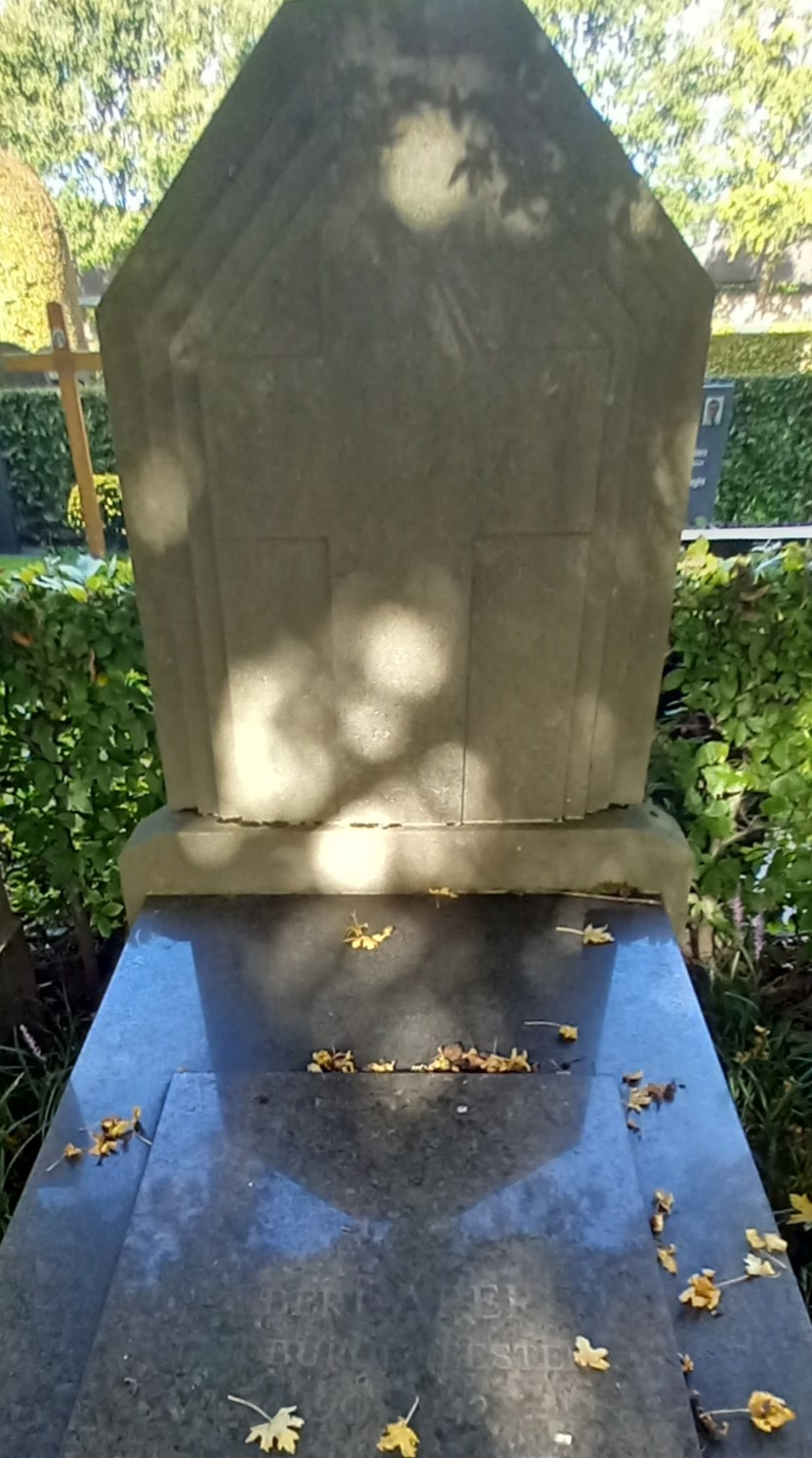
Voormalig burgemeester Albert Apers.
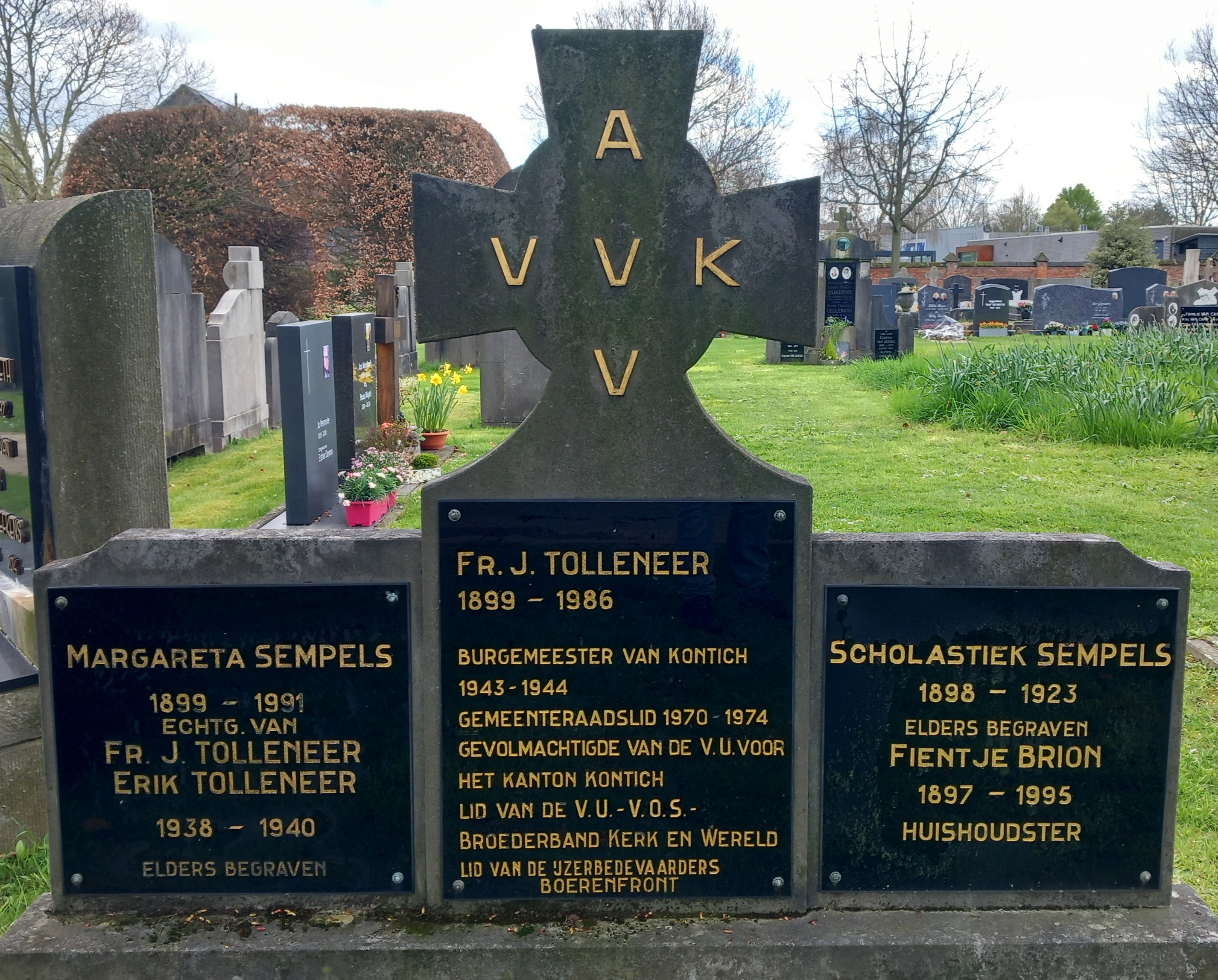
Oorlogsburgemeester Jozef Tolleneer.
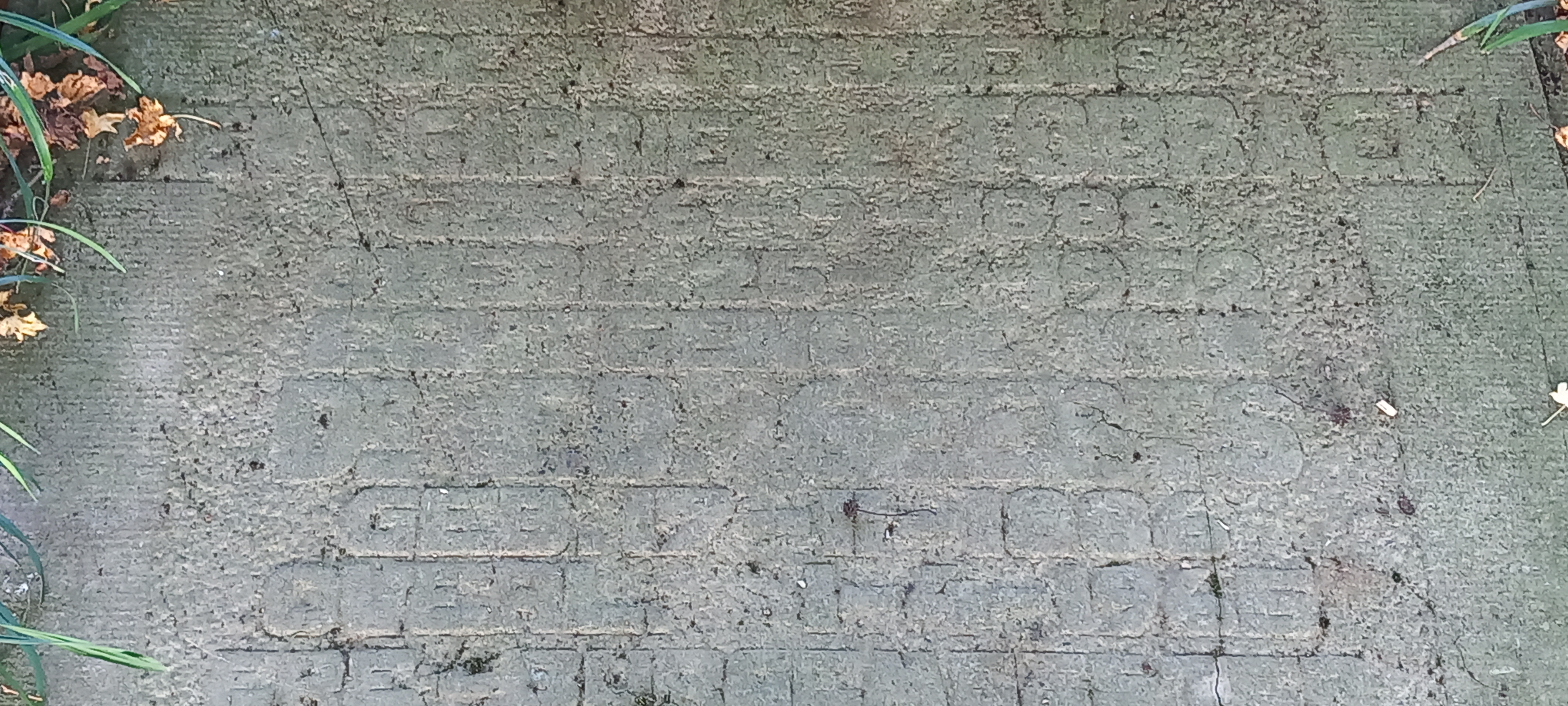
Voormalig burgemeester Edward Geerts.
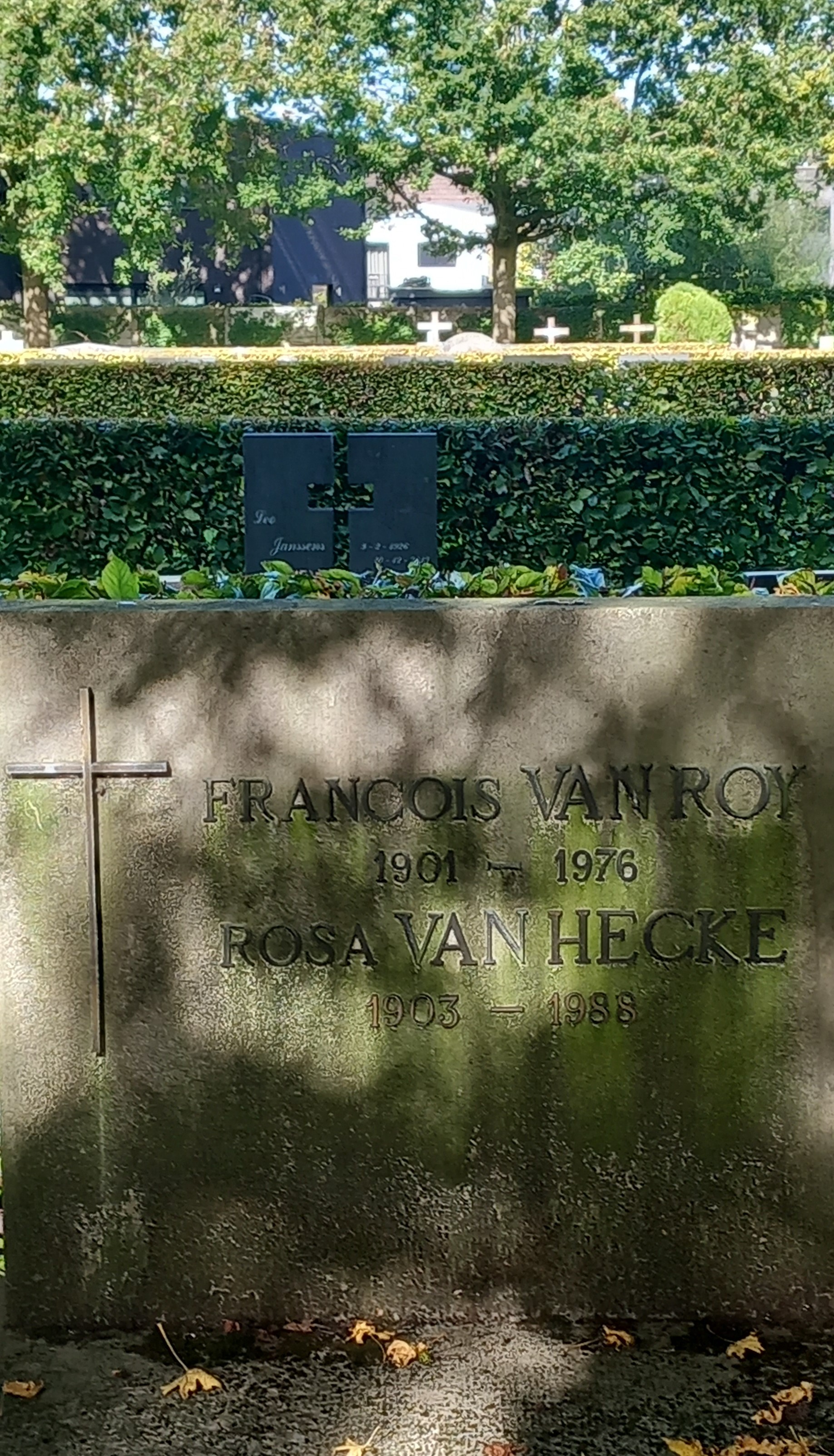
Voormalig burgemeester Frans Van Roy.
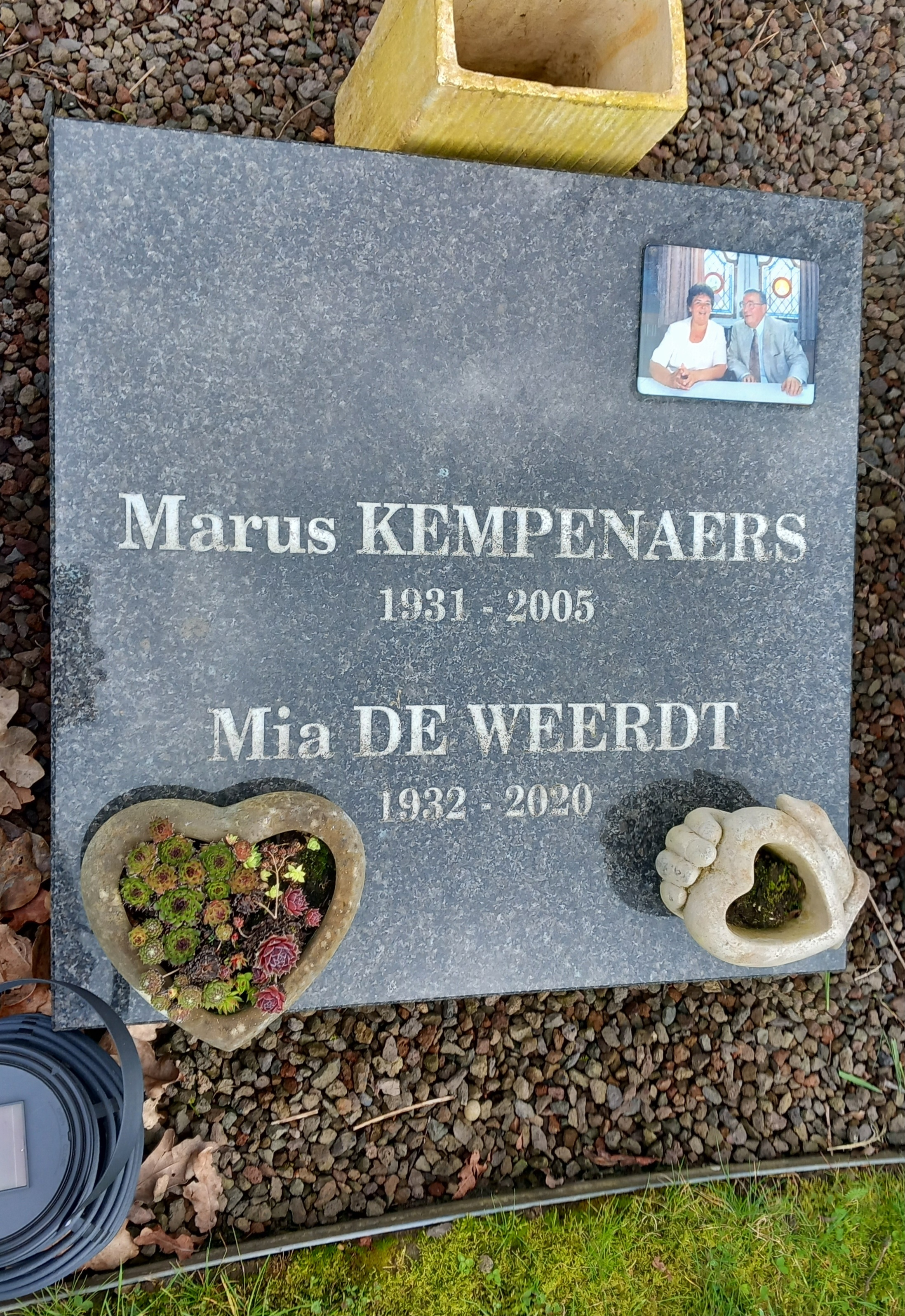
Voormalig burgemeester Marus Kempenaers.